# Vojislav Melić
Vojislav Melić (en serbio: Војислав Војкан Мелић; Sabac, Reino de Yugoslavia; 5 de enero de 1940-Belgrado, Serbia y Montenegro; 7 de abril de 2006) fue un futbolista serbio que jugaba en la posición de centrocampista.

## Carrera

### Club
Inició su carrera en el equipo local FK Mačva Šabac en 1958, en el que estuvo hasta 1960 cuando pasó a jugar con el Estrella Roja de Belgrado, en donde estaría por siete años anotando 9 goles en 140 partidos y siendo parte del campeonato de liga ganado en 1963/64 y de la copa nacional en 1964.
En 1967 viaja a Francia para jugar con el FC Sochaux, equipo que en seis años participó en 205 partidos y anotó 38 goles, y en 1973 pasa al AS Béziers con quien disputó 95 partidos y anotó 12 goles hasta su retiro en 1977.

### Selección nacional
Jugó para Yugoslavia de 1962 a 1967 en 27 partidos y anotó dos goles, uno de ellos en el mundial de Chile 1962.

## Logros
- Primera Liga de Yugoslavia: 1

1963/64
- Copa de Yugoslavia: 1

1964